# Tejido gingival
El tejido gingival es un conjunto de células semejantes entre sí que tienen un origen común y la misma fisiología, es decir, están diferenciadas en un mismo sentido, que se localiza en la zona de la encía. La encía está formada a su vez por tejido epitelial y tejido conectivo, y se localiza en el periodonto, que a su vez está formado por la propia encía, el ligamento periodontal, el hueso alveolar y el cemento radicular.

## La encía: tejido gingival
El tejido gingival puede verse afectado por la enfermedad periodontal. Para comprender la etiología, inicio, evolución y tratamiento de la enfermedad periodontal es necesario conocer las características de los tejidos donde se asienta. La encía es una estructura conectiva rodeada de tejido epitelial que abraza al diente y que limita apicalmente con la línea mucogingival, excepto a nivel palatino, donde se continúa con la mucosa masticatoria palatina. El epitelio de la encía se denomina epitelio gingival en su parte externa, se continúa con el epitelio sulcular en su parte interna y acaba con el epitelio de inserción que se une al esmalte de la corona dentaria. Por lo tanto, el epitelio que cubre la encía no presenta soluciones de continuidad, aunque tiene diferentes características histológicas. 

### Características y composición
El tejido conectivo de la encía está formado por fibras y células que envuelven la parte coronal del hueso alveolar, la línea amelocementaria y la parte más apical del esmalte. El colágeno es el principal componente de la encía, aunque existen también estructuras vasculares, nerviosas, fibroblastos y una matriz intercelular formada por glicoproteínas y proteoglicanos.
El epitelio gingival recubre externamente el tejido conectivo de la encía. Está queratinizado, es de color rosa pálido y presenta, especialmente a nivel de los incisivos, un punteado con aspecto de piel de naranja que indica la presencia de potentes fibras conectivas que unen la encía al periostio. Cuando la encía se inflama, este punteado puede desaparecer o hacerse menos aparente. En otras ocasiones pueden observarse zonas oscuras, característica racial por cúmulo de melanina en la mayor parte de las ocasiones. Apicalmente, la encía limita con la mucosa oral formando la línea mucogingival. La distancia fisiológica coronoapical de la encía queratinizada puede ser muy variable en una misma boca. Estas dimensiones pueden incrementarse, como resultado de una inflamación o hiperplasia, y reducirse por periodontitis o por un cepillado dental incorrecto. Es difícil definir lo que significa una encía escasa, pero diversos estudios señalan que con menos de 2 mm de encía queratinizada no es fácil mantener una adecuada higiene oral, lo que propicia la presencia de inflamación gingival.
El borde coronal de la encía se denomina margen gingival libre. Suele ser de contornos redondeados y se extiende ligeramente hacia la corona y paralelo a la línea amelocementaria. El contorno del margen gingival está genéticamente marcado, por lo que pretender un contorno gingival definido quirúrgicamente puede ser imposible, ya que la encía, tras finalizar la cicatrización, adoptará la forma que le corresponde de acuerdo a su localización. El margen gingival se adapta, igualmente, a los espacios interdentarios cubiertos por la encía hasta el punto o área de contacto.
La encía queratinizada se continúa con el epitelio del surco o sulcular. Limita coronalmente con el margen gingival libre y apicalmente con el inicio del epitelio de inserción. No está queratinizado, ni unido al diente, y mide aproximadamente 0,5 mm. Entre la superficie del diente y el epitelio del surco se forma un espacio virtual denominado surco gingival. El epitelio de inserción o de unión se encuentra apical con respecto al epitelio sulcular, donde el epitelio de la encía se une al esmalte formando una banda que termina a la altura de la línea amelocementaria y mide aproximadamente 1 mm. Constituye el mecanismo biológico a través del cual se une la encía al diente en su aspecto más coronal. Este epitelio tiene una importancia crítica en cirugía periodontal. Es permeable, por lo que permite tanto la salida hacia el surco gingival y la cavidad oral de productos metabólicos y de defensa del huésped, como la entrada de productos nocivos bacterianos y hasta de las propias bacterias que pueden invadir el tejido gingival. Asimismo, permite que la sonda periodontal penetre de manera fácil, que sea invadido por una fresa o por el margen sub-gingival de una corona. Cuando sobrepasen más de medio milímetro del surco gingival no adherido a la superficie dental se producirá una desaparición del espacio biológico formado por el epitelio de inserción y las fibras dentogingivales entre su límite coronal y la cresta ósea. Este epitelio tiene una gran tendencia a deslizarse apicalmente a lo largo de la superficie radicular abandonando su posición inicial. Es justamente esta característica la que va a definir las enfermedades periodontales destructivas: la migración apical del epitelio de inserción.
El extremo apical del epitelio de inserción está separado de la cresta ósea alveolar por redes de fibras conectivas que separan la encía de los restantes componentes del periodonto. Estas fibras dividen al periodonto en dos compartimentos:
- El compartimento superior formado por el epitelio gingival, el epitelio del surco, el epitelio de inserción y el tejido conectivo gingival, que protege a los tejidos periodontales profundos y se encuentra en la primera línea de las agresiones. Llegado el caso, activa las defensas ante la presencia de una concentración bacteriana incompatible con la salud del periodonto. La reacción defensiva del compartimento superior se manifiesta en forma de inflamación y se denomina gingivitis.

- El compartimiento inferior está formado por el hueso alveolar, el cemento y el ligamento periodontal. Resulta destruido si la agresión de la concentración bacteriana desborda los límites de defensa de los componentes del compartimento superior. Este cuadro se denomina periodontitis. Consecuentemente, el epitelio de inserción abandona su ubicación original y se sitúa en la zona radicular, que se mantiene libre por las fibras conectivas destruidas.

## Enfermedades que afectan al tejido gingival: la enfermedad periodontal
Cuando el cambio cualitativo y cuantitativo de la concentración bacteriana se produce en poco tiempo, es progresivo y afecta significativamente a los componentes del compartimiento superior, se produce una gingivitis. El tejido conectivo de la encía se destruye progresivamente y su lugar es ocupado por un infiltrado inflamatorio formado por leucocitos polimorfonucleares y células plasmáticas. El epitelio de inserción sufre cambios morfológicos importantes pero se mantiene unido a la superficie del esmalte. Las fibras supracrestales están parcialmente destruidas pero el límite apical se conserva íntegro. 
Una vez establecida la gingivitis puede mantenerse como tal durante días, meses o años. Si se trata adecuadamente, la sintomatología desaparece y se restablecen perfectamente las condiciones que existían antes de la enfermedad sin dejar secuelas. Si no se trata y se eliminan las bacterias, la gingivitis no se cura espontáneamente. En algunos pacientes se transforma en periodontitis cuando el infiltrado inflamatorio gingival desborda la barrera defensiva formada por las fibras supracrestales. Este fenómeno se produce por diferentes razones: un aumento de la virulencia bacteriana, alteraciones en las defensas del huésped o disrupción mecánica, intragénica o no, a nivel de la unión dentogingival.